# Saint-John Perse
Marie René Auguste Alexis Léger, cuyo seudónimo fue Saint-John Perse (Pointe-à-Pitre, Guadalupe, 31 de mayo de 1887 - Hyères, Francia, 20 de septiembre de 1975) fue un poeta y diplomático francés, nacido en la isla americana de Guadalupe, entonces dependencia del Imperio Colonial Francés en las Antillas y, desde 1946, departamento de ultramar de la República Francesa. Formó parte del cuerpo diplomático francés de 1914 a 1940 y recibió el Premio Nobel de Literatura en 1960.

## Biografía
Alexis Leger nació el 31 de mayo de 1887 en el islote (de menos de tres hectáreas) de Saint-Leger-Les-Feuilles cerca de Pointe-à-Pitre, Guadalupe, colonia francesa situada en el Mar Caribe. Su bisabuelo, procurador, se asentó en Guadalupe en 1815. Tanto su abuelo como su padre fueron también abogados, y su padre, además, llegó a formar parte del gobierno municipal. 
Su familia poseía dos plantaciones, una de café y otra de azúcar. En 1897, la presidencia pasó a manos del primer presidente nativo, Hégésippe Légitimus, el cual ejerció una política nada permisiva con los colonos. Así, en 1899, la familia se trasladó a Pau, Francia. El joven Leger se sintió como un expatriado, pero fue un buen alumno y entre sus aficiones se encuentran el senderismo, los caballos y navegar por el Atlántico. Empezó a estudiar leyes en la Universidad de Burdeos, carrera que terminó en 1910.
En esos años frecuentó los clubes literarios y conoce a artistas y escritores como Odilon Redon, Paul Claudel, Valery Larbaud y André Gide. Publica su primer libro de poesía Elogios en 1911.
En 1914, inició su carrera como diplomático y sirvió en España, Alemania y Reino Unido. De 1916 a 1921, fue secretario de la embajada francesa en Pekín (China). Probablemente tenía una relación secreta con Madame Dan Pao Tchao (nacida Nellie Yu Roung Ling), aunque según esta última, solo la estaba usando para obtener información de la alta sociedad de Pekín. En 1924, se le nombró director del gabinete diplomático de Aristide Briand, cargo que ocupó hasta 1932. Había conocido a Paul Valéry, el cual ejerció su influencia para conseguir que publicaran su libro de poemas Anábasis en 1924. 
Fue secretario general del Ministerio de Asuntos Exteriores hasta 1940, año de la ocupación de Francia por Alemania, cuando se le destituye de su puesto por ser Leger un conocido antinazi. El régimen colaboracionista del Vichy le priva de la nacionalidad francesa, que recuperará tras la Liberación. Alexis Leger termina su etapa de diplomático e inicia un largo exilio en Washington D. C.
Durante su estancia en Estados Unidos sobrevivió como asesor de la Biblioteca del Congreso, y es en el país norteamericano donde su labor como poeta fue más fecunda. Publicó los poemas Exilio (1942), Lluvias (1943), Nieves (1944), Vientos (1946), Amargos (1957).
En 1960 obtuvo el Premio Nobel de Literatura. Su discurso en este banquete ha quedado como un modelo de elocuencia. Después publicó Crónica (1960), Pájaros (1963), Canto por un equinoccio (1971), entre otros.
Muere el 20 de septiembre de 1975 en su casa de campo en Giens, Francia.

## Obras
- Eloges (Elogios) (1911)
- Anabase (Anábasis) (1924)
- Exil (Exilio) (1944)
- Vents (Vientos) (1946)
- Amers (Amargos) (1957)
- Chronique (Crónica) (1960)
- Poésie (Poesía) (1961)
- Oiseaux (Pájaros) (1963)

## Ediciones en español
- Elogios y otros poemas. (Para celebrar una infancia. La Gloria de los reyes. Imágenes para Crusoe. Escrito en la puerta). B. Costa-Amic, Mexico, versión de Jorge Zalamea. 1946.
- Lluvias. Nieves. Exilio. Milano, versión de Jorge Zalamea. 1946.
- Anábasis. Universidad nacional de Colombia, Bogotá, versión, prólogo : "La Consolación poética" y notas de Jorge Zalamea, ilustraciones de Giorgio de Chirico. 1949.
- Anábasis. Ediciones Rialp, versión, prólogo y notas de Agustín Larrauri. 1957. ISBN 978-84-321-1476-2.
- Vientos. Bogotá, versión de Jorge Zalamea. 1960.
- Antología Poética. Buenos Aires, Compañía General Fabril Editora - Colección Los Poetas, versión de Jorge Zalamea. 1960.
- Señales de mar. Buenos Aires, Editorial Sur, traducción de Lisandro Z. D. Galtier. 1961.
- Crónica. Alliance française, Quito, traducción en español de Filoteo Samaniego con la colaboración de Jacques Thieriot, ilustraciones de Juan Espinosa. 1961.
- Pájaros y otros poemas. Alberto Corazón. 1976. ISBN 978-84-7053-171-2.
- Anábasis. Visor Libros, Visor de Poesía, n° 164, Madrid, versión de José Antonio Gabriel y Galán. 1983. ISBN 978-84-7522-164-9.
- Anábasis y otros poemas (Para celebrar una infancia, Amistad del Príncipe, Imágenes para Crusoe, Exilio, Mares = Estrechos son los bajeles). Ediciones Orbis, Los Premios Nobel, 12, versión de Jorge Zalamea. 1983.
- Anábasis y otros poemas. Ediciones Orbis, versión, prólogo y notas de Agustín Larrauri. 1985. ISBN 978-84-7530-147-1.
- Poemas (Anábasis, Exilio, Crónica, Canto para un equinoccio). Lumen, Barcelona, Poesía, n° 57, versión y prólogo de Enrique Moreno Castillo. 1988. ISBN 978-84-264-2757-1.
- Pájaros y otros poemas. Visor Libros. 1994. ISBN 978-84-7522-064-2.
- Canto Para Un Equinoccio. Lima, Ediciones Pedernal, traducción de Armando Rojas. 1994.
- Pájaros. Editorial Pre-Textos. 1997. ISBN 978-84-8191-146-6.
- Señales de mar, Canto VI. La Mejor Poesía (Héctor Yanover), Seix Barral, Buenos Aires, p. 323-326. 1997.
- Canto para un equinoccio, Antología poética (Escrito en la puerta, Imágenes para Crusoe, Para celebrar una infancia, Elogios, La gloria de los reyes, Recitación para el elogio de una reina, Amistad del príncipe, Historia del regente, Canción del heredero, Canción de cuna, Anábasis, Sequía, Canto para un equinoccio, Nocturno, Cantado por la que estuvo allí, Poesía). Monte Ávila Editores Latinoamericana, Caracas, versión de Luis Miguel Isava. 1997.
- Elogios, seguido de La gloria de los Reyes y Exilio. Alción, Córdoba, versión de Javier Zugarrondo. 1999.
- Pájaros. El Tucán de Virginia, México, versión de Verónica Volkow. 1999.
- Obra poética completa (2 tomos). Pontificia Universidad Católica del Péru, Lima, El manantial oculto, n° 44, versión de Jorge Zalamea. 2004.
- Elogios [Éloges]. Ediciones Era, México, versión de José Luis Rivas. 2006.
- Elogios [Éloges]. Fundación Sinsonte, Zamora. 2008. ISBN 978-84-935337-4-8.
- Exilio (Poemas I, II y III), versión de Águeda García-Garrido, FÁBULA. Revista literaria, n.° 35, ARLEA-Universidad de La Rioja, n.° 35 (2013), pp.20-23. ISSN 1698-2800